# British School at Rome
La British School at Rome (Scuola britannica a Roma) è un istituto di ricerca del Regno Unito con sede a Roma.
Ha lo scopo di promuovere la conoscenza e il coinvolgimento di studiosi e artisti britannici e del Commonwealth con tutti gli aspetti della storia, cultura e arte italiane e di favorire lo scambio internazionale e interdisciplinare.
È stata fondata nel 1901 ed è stata riconosciuta da un Royal Charter nel  1912.
Accoglie studiosi e artisti residenti per periodi da 3 a 12 mesi e si occupa dei seguenti argomenti:
- archeologia dell'Italia e del Mediterraneo
- storia tardo-antica e medievale
- studi sul Rinascimento e sull'Illuminismo
- studi italiani moderni
- storia dell'architettura
- architettura compresa l'architettura del paesaggio
- arti visive

La sede, situata nel quartiere Pinciano, a nord del Pincio e ai piedi dei Monti Parioli, fu progettata dall'architetto sir Edwin Lutyens, che si ispirò al piano superiore della cattedrale di San Paolo a Londra. Venne realizzata come padiglione britannico all'Esposizione internazionale di Roma del 1911. Il terreno fu quindi donato dallo Stato italiano e l'edificio permanente venne completato nel 1916.
L'attuale Direttrice è Abigail Brundin.

## Direttori
- Gordon Rushforth
- Henry Stuart-Jones
- Thomas Ashby
- Bernard Ashmole
- Arthur Smith
- Ian Richmond
- Colin Hardie
- Bruno Bonelli
- C.A. Ralegh Radford
- John Bryan Ward-Perkins
- David Whitehouse
- Donald Bullough
- Graeme Barker
- Richard Hodges
- Andrew Wallace-Hadrill
- Christopher Smith
- Stephen Milner
- Chris Wickham
- Abigail Brundin